# Les Enquêtes de Quentin Margont

Les Enquêtes de Quentin Margont est une série de trois romans policiers (Les Proies de l’officier, Chasse au loup et La Mémoire des flammes) écrite par le psychiatre Armand Cabasson et se déroulant entre 1809 et 1814 pendant les guerres napoléoniennes.

## Résumé
Cette série nous entraîne dans le tourbillon des guerres napoléoniennes  La série retrace de l'intérieur la vie des troupes napoléoniennes entre la bataille d'Essling (1809) et la chute de Paris (1814), tant du point de vue des soldats en campagne ou que des officiers mondains. 

## Personnages
- Quentin Margont : le personnage principal, officier dans le 18e de ligne. Il débute la série comme capitaine et la termine major. C’est un républicain, humaniste. Pour lui, la conquête de l’Europe est un moyen d’apporter les acquis de la Révolution dans les pays opprimés par les monarchies et les empires. Il est né en 1780 et a eu une enfance malheureuse qui le poursuit et l’oppresse.
- Fernand Lefine : sergent sous les ordres de Margont, c’est son meilleur ami. Si Margont est un idéaliste, lui est un pragmatique. Il joue en permanence avec la frontière de la morale, n’hésitant pas à vendre des chevaux pris à l’ennemi ou empocher l’argent de son ami en rémunération de son aide.
- Jean-Quenin Brémond : médecin-major du service de santé aux armées, ami d’enfance de Margont. Révolutionnaire de la première heure, il n’a pas accepté le passage de la république à l’empire : « Le médecin-major appelait donc de temps en temps Napoléon, le « citoyen empereur » parce qu’il considérait que tous les citoyens était parfaitement égaux. Pour lui empereur était un métier comme un autre… »[1]. Il aide son ami à plusieurs reprises en faisant des expertises sur les cadavres ou en donnant de faux ordres de missions pour lui permettre de circuler librement. Le médecin-major Bremont a non seulement existé, mais il serait l'aïeul de l'auteur Armand Cabasson.
- Piquebois : lieutenant, ancien hussard : « on y faisait tout vite et fort. On ne parlait pas on gueulait, on ne buvait pas on se bourrait la gueule et on se querellait avec tous ceux qui n’était pas des hussards… » [2]. Mais tout change après une blessure par balle (il jure qu’elle fut tirée par le Grand-duc Constantin en personne) à Austerlitz : il s’assagit.
- Irénée Saber : lieutenant lors de la campagne de Russie, il termine colonel en janvier 1814 à la veille de la Campagne de France. Il représente l’ambition qui anime une partie de la jeunesse de l’époque.

## Contexte historique décrit dans la série

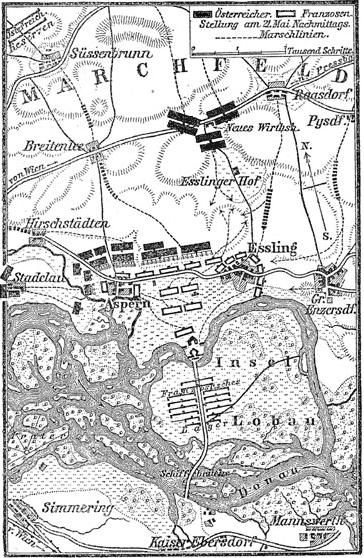
Carte de la bataille d'Essling, avec la position d'Aspern et de ses environs où se déroule une partie de l'histoire de Chasse au loup.

En suivant l’ordre chronologique, le deuxième tome (Chasse au loup) se déroule en 1809. Il débute avec la bataille d'Essling où nos héros participe à la prise du village d’Aspern. Dans l’accalmie relative qui succède à cette bataille, le héros poursuit dans les traces d’un jeune hussard d’origine autrichienne aux quatre coins de la ville de Vienne, un tueur d’adolescents. La ville malgré (ou à cause de) l’occupation française vit au rythme des réceptions des cafés et de la musique. Chacun vit intensément sa vie pour oublier les tueries et sa mort prochaine. Le héros suivi par un Lefine rouspétant poursuit non seulement le tueur mais également ses angoisses et l’amour. Le roman se termine par la bataille de Wagram qui se conclut par la mort de 80 000 soldats.
Le premier tome (Les Proies de l’officier) se déroule en 1812 et décrit la campagne de Russie du départ des troupes de Pologne jusqu’à la lourde défaite française de la bataille de la Bérézina. On y vit la bataille de Smolensk, la bataille de la Moskowa, la courte occupation de Moscou et surtout la retraite dans le froid et les combats : « La veille, il avait fait chauffer de l’eau dans laquelle il avait plongé deux chandelles de suif et une ceinture de cuir. Les bougies avaient fondu dans ce jus infect et la ceinture avait donné un vague gout de viande » . Le héros sur les ordres du prince Eugène poursuit un tueur en série à travers la campagne russe.

La retraite de Russie

Le troisième tome (La Mémoire des flammes) se déroule dans sa totalité dans un Paris de fin de règne en 1814. Margont sur les ordres de Joseph Bonaparte doit découvrir l’assassin du colonel Berle qui était chargé d’organiser la défense de Paris. Il devra pénétrer les groupuscules royalistes qui rêvent de revanche. Le roman, traverse le Paris du début du XIXe siècle du palais des Tuileries, en passant par les hôpitaux de l’Hôtel-Dieu, de la Salpêtrière (où Margont croise le marquis de Sade), le Palais-Royal, la butte Montmartre etc. Le roman se termine avec la bataille de Paris qui verra la défaite des troupes impériales et plus tard la reddition de Fontainebleau.
La série est fortement marquée par la profession de l’auteur, la dimension psychologique est très claire entre un Margont marqué par son enfance malheureuse qui le hante (« Margont repensa à sa vie… Son passé lui faisait penser à la pâte d’un boulanger que trop de mains auraient pétrie, chacune suivant son idée sans tenir compte de celle des autres quant à la forme à donner à ce futur pain »), les psychoses des tueurs. Au cours de ses aventures Margont cherche à établir le profil psychologique des tueurs. 

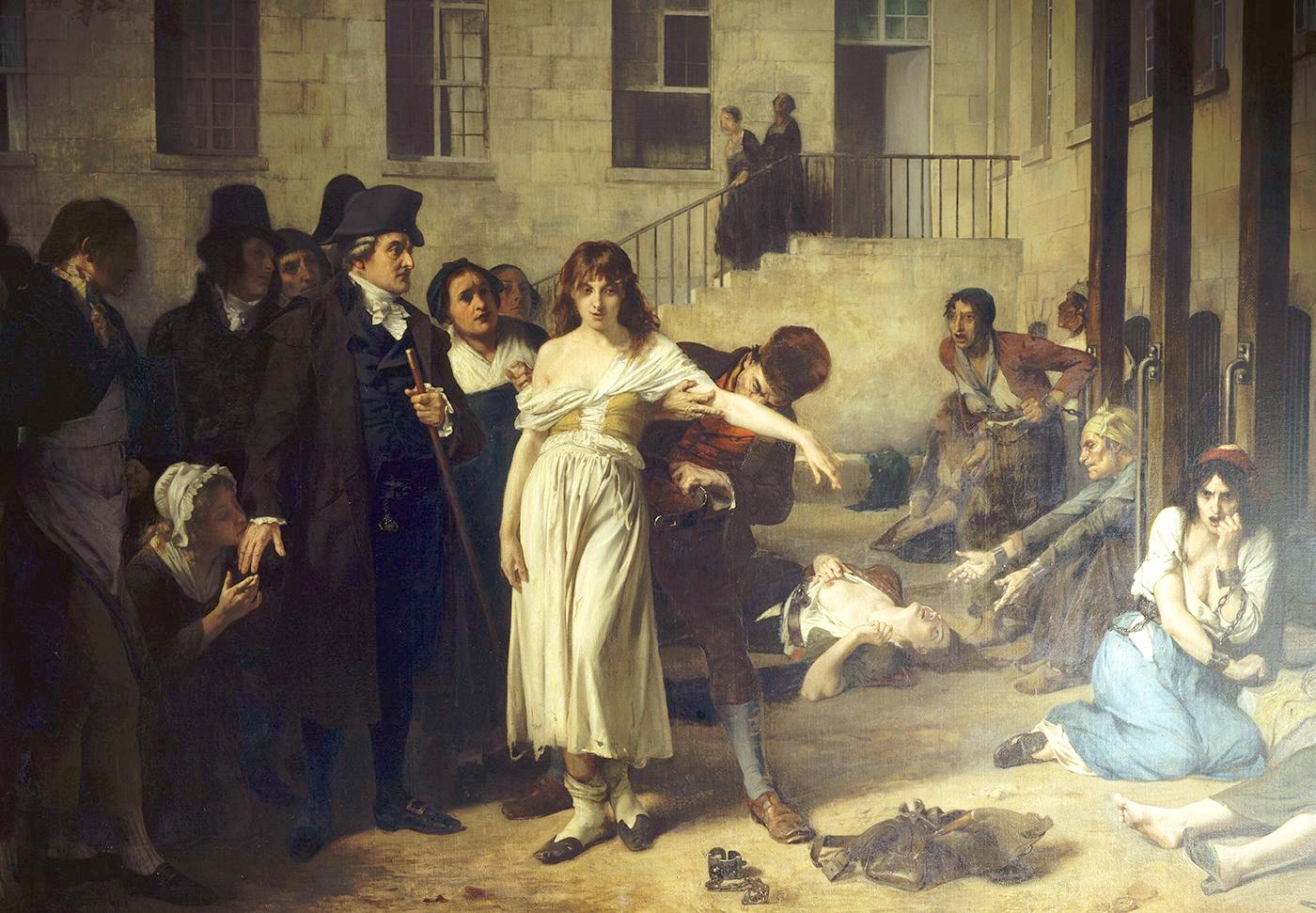
Pinel à la Salpétrière.

L’auteur décrit également la médecine de l’époque, médecine de campagne lorsque les blessés affluent : « J’entends donc vous apprendre à trier les blessés, à ne pas vous précipiter sur la blessure la plus spectaculaire - le « mitraillé », pour lequel on ne peut hélas plus rien - et à ne pas vous laisser intimider par celui qui n’a qu’une blessure non urgente et qui a encore la force de vous traiter de tous les noms. ». Dans La mémoire des flammes, il nous entraîne dans une visite de la Salpêtrière où un Philippe Pinel tente d’introduire une médecine psychiatrique  plus humaine au milieu de ce qui est un lieu terrifiant d’enfermement : « La Salpétrière ! La Salpétrière ! La Salpétrière ! La Salpétrière ! Tout ici a été conçu pour que l’on ait jamais à sortir !...J’ai l’impression d’être dans une sorte d’abbaye laïque pour les aliénés et les vieillards ».

## Liste des romans
- Les Proies de l'officier, NiL Éditions, 2002Réédition chez 10/18, collection Grands Détectives no 3754 Prix spécial de la Gendarmerie Nationale en 2003
- Chasse au loup, 10/18, collection « Grands Détectives » no 3755, 2005 Prix de la Fondation Napoléon 2005 (catégorie œuvres de fiction)
- La Mémoire des flammes, 10/18, collection « Grands Détectives » no 3883, 2006